# Pinchas Freudiger
Pinchas Freudiger, auch Fülöp Freudiger, Philip von Freudiger (geboren 1900 in Budapest, Österreich-Ungarn; gestorben 1976 in Israel) war ein ungarisch-israelischer Fabrikant und jüdischer Gemeindevorsteher.

## Leben
Philip von Freudiger war ein Enkel des Textilfabrikanten Mózes Freudiger (1833–1911), der einer der Gründer der jüdisch-orthodoxen Gemeinde in Budapest war und in den Adelsstand erhoben wurde. Er studierte und trat in den Familienbetrieb ein. Er war Mitglied des jüdisch-orthodoxen Gemeinderats in Budapest und übernahm 1939 dessen Vorsitz in Nachfolge seines verstorbenen Vaters Abraham Freudiger (1868–1939).
In Ungarn wurden seit 1938 vom autoritären Horthy-Regime verschärfte antisemitische Gesetze erlassen, um die Juden gesellschaftlich zu isolieren. Nach dem deutschen Überfall auf Polen 1939 gelang es einigen wenigen Juden, nach Ungarn zu fliehen. Freudiger und andere schufen Unterstützungsorganisationen für die Versorgung und Weiterfahrt dieser Menschen, derweil die Juden ungarischer Nationalität sich trotz des Antisemitismus im Land sicher glaubten. 1941 kam es zu einer massenhaften Vertreibung staatenloser Juden aus Ungarn und den hinzugewonnenen Territorien in die eroberte Ukraine und in der Folge zu deren Ermordung im Massaker von Kamenez-Podolsk. Im Krieg gegen die Sowjetunion 1941 wurden die jüdischen Männer nicht für die ungarische Armee rekrutiert, sondern in Arbeitsbataillonen eingesetzt, die hinter der Front stationiert wurden. Die gesetzliche Grundlage dafür war mit antisemitischen Gesetzen 1939 geschaffen worden. 1942 unterstützte Freudigers Gemeinde die verfolgten Juden in der Slowakei, deren Gros zu diesem Zeitpunkt bereits in das KZ-Auschwitz deportiert worden war, mit 50.000 Pengő (40.000 SFR), die das Geld als Bestechungsgeld nutzen wollten.
Nach der deutschen Besetzung Ungarns am 19. März 1944 wurden Freudiger und Samu Stern als Vertreter der orthodoxen Gemeinde für den von den Deutschen angeordneten siebenköpfigen Judenrat in Budapest bestimmt. In Ungarn wurden vom 27. April 1944 bis zum 11. Juli 1944 nach Angaben des deutschen Botschafters Edmund Veesenmayer vom Eichmann-Kommando und seinen Helfern in der ungarischen Verwaltung und Gendarmerie 437.000 Juden aus der ungarischen Provinz in das KZ Auschwitz deportiert und dort großenteils ermordet. Freudiger hatte sehr rasch eine ungefähre Kenntnis der Vernichtungsmethoden in Auschwitz, eine Abschrift und Übersetzung des Vrba-Wetzler-Berichts hatte er allerdings erst Anfang Juni in Händen, er erhielt diesen aus Bratislava von Michael Ber Weissmandl. Die Budapester Juden versuchten nun beim Horthy-Regime eine Beendigung der Deportationen zu veranlassen, was auch gelang.
Freudiger gehörte zu der Gruppe Budapester Juden, die von Rudolf Kastner beim SS-Offizier Dieter Wisliceny freigekauft wurden. Auf Befehl Hermann Krumeys musste er als Mitglied des Judenrats dann allerdings in Budapest bleiben. Mit Wislicenys Hilfe erhielt Freudiger in der deutschen Botschaft von Theodor Horst Grell Reisepässe, ausgestellt für rückreisewillige Rumänen, und konnte mit seiner großen Familie am 11. August 1944 aus Budapest in das mit dem Deutschen Reich verbündete Rumänien ausreisen, auf dessen Staatsgebiet keine Deportationen stattfanden. Im September 1944 verfasste er auf Wunsch von Wilhelm Filderman mit  Alexander Diamant und Yohanan Link einen Bericht über den Holocaust in Ungarn, den er beim Eichmann-Prozess 1961 verifizierte.
Freudiger emigrierte Ende 1945 nach Palästina.
1958 gab er eine Zeugenaussage bei der Staatsanwaltschaft Frankfurt am Main ab, die zu den Verantwortlichen in den Befehlswegen der deutschen Besatzer in Ungarn ermittelte.
Freudigers Funktionen und sein Verhalten in Ungarn wurden bei der kontrovers diskutierten Frage der Rolle der Judenräte bei der Deportation der ungarischen Juden genannt, die unter anderem von Hannah Arendt aufgeworfen wurde. Freudiger war am 24./25. Mai 1961 Zeuge im Eichmann-Prozess. Er gab 1972 dem Historiker Randolph L. Braham ein Zeitzeugeninterview.